# كال إبرامز
كال إبرامز (بالإنجليزية: Cal Abrams)‏ هو لاعب كرة قاعدة أمريكي، ولد في 2 مارس 1924 في فيلادلفيا في الولايات المتحدة، وتوفي في 25 فبراير 1997 في فورت لودرديل في الولايات المتحدة.

## وصلات خارجية
- كال إبرامز على موقعبيزبول رفرنس.كوم (الدوري الرئيسي) (الإنجليزية)
- كال إبرامز على موقعبيزبول رفرنس.كوم (الدوري الثانوي) (الإنجليزية)
- كال إبرامز على موقع مشجعي الرسوم البيانية (الإنجليزية)